# Bienvenido Nebres
Bienvenido Nebres (ur. 15 marca 1940 w Baguio) – filipiński naukowiec, matematyk i jezuita. Był najdłużej urzędującym rektorem Ateneum Manilskiego. Funkcję tę objął po Joaquinie Bernasie w 1993 roku i pełnił ją do 1 czerwca 2011 roku. Był także prowincjałem zakonu jezuitów na Filipinach. Obecnie zasiada w radzie dyrektorów Georgetown University, Regis University, Asian Institute of Management i kilku filipińskich uczelni i szkół wyższych. Jest także członkiem rady dyrektorów Philippine Long Distance Telephone Company, największej na Filipinach firmy telekomunikacyjnej.
Po ukończeniu studiów i powrocie do ojczyzny w 1970 roku, działalność Nebresa skupiała się głównie na trzech polach: nauczaniu i dbaniu o rozwój matematyki i innych nauk ścisłych na Filipinach i w Azji Południowo-Wschodniej, zarządzaniu Ateneum Manilskim i zakonem jezuitów oraz braniu aktywnego udziału w życiu społeczno- politycznym. W latach 90. XX wieku wszedł również w kontakty ze światem biznesu, głównie w celu pozyskiwaniu funduszy na badania naukowe, których wyniki mogły przyczynić się do rozwoju firm.
Za swoją działalność naukową i akademicką Nebres otrzymał kilka nagród. W 2011 roku został uhonorowany tytułem „Pambansang Alagad ng Agham ng Pilipinas”, najwyższym filipińskim wyróżnieniem dla naukowca.

## Życiorys
Bienvenido Nebres urodził się 15 marca 1940 roku w Baguio, dorastał jednak w Bacnotan. Ukończył tu szkołę podstawową, po czym kontynuował naukę w szkole średniej w San Fernando. Następnie wyjechał do Vigan, gdzie wstąpił do seminarium Świętego Józefa. Po ukończeniu studiów przeniósł się do Quezon City. Bardzo wcześnie zainteresował się filozofią i kulturą klasyczną. Studiował filozofię w Cebu City. W 1962 roku otrzymał tytuł Bachelor of Arts a w 1963 roku uzyskał tytuł Master of Arts. Zaraz potem wyjechał do Stanów Zjednoczonych, gdzie rozpoczął studia matematyczne na uniwersytecie Stanforda. Uzyskał tam tytuł Master of Science i obronił doktorat.
Po powrocie do ojczyzny w 1972 roku, założył Mathematical Society of the Philippines. Był również jednym z założycieli Southeast Asian Mathematical Society. Obydwie organizacje zajmowały się między innymi tworzeniem programów nauczania matematyki, wspieraniem nauczania i rozwojem prac w tej dziedzinie, na terenie Azji Południowo-Wschodniej. Nebres był przewodniczącym Southeast Asian Mathematical Society w latach 1977-1978. Był również współtwórcą konsorcjum zrzeszającego najważniejsze uczelnie w Manili w celu poprawy jakości kształcenia doktorów matematyki, fizyki i chemii. Konsorcjum miało również na celu nawiązanie współpracy z uczelniami i instytucjami naukowymi z innych krajów świata, przede wszystkim z Japonią i Australią. Obecnie zrzesza ponad 110 szkół średnich oraz ponad 30 uczelni wyższych i ściśle współpracuje z Ministerstwem Nauki i Technologii. W latach 1994–1998 był przewodniczącym grupy powołanej przez filipińskie Ministerstwo Edukacji w celu poprawy jakości edukacji w szkołach podstawowych i średnich w najbiedniejszych regionach kraju. Był także przewodniczącym grupy naukowców zajmujących się Naukami ścisłymi i przyrodniczymi w ramach Komisji Szkolnictwa Wyższego. W 2012 roku został przyjęty do Amerykańskiego Towarzystwa Matematycznego.
Od 1973 do 1980 roku, Nebres był dziekanem wydziału Sztuk i Nauk Ścisłych Ateneum Manilskiego. W latach 1980–1982 był rektorem Loyola House of Studies. Od 1983 do 1989 roku był prowincjałem zakonu jezuitów na Filipinach. W latach 1990–1993 był rektorem Ateneum w Cagayan de Oro. Nebres zajmował się zazwyczaj projektami mającymi na celu poprawę jakości kształcenia oraz popularyzowania osiągnięć nauki i nowinek technicznych na Filipinach. W czasie pełnienia obowiązków rektora Ateneum Manilskiego uczelnia brała udział w kilku ważnych akcjach, sama często była ich inicjatorem. Nebres zajmował się również działalnością społeczną. Założył Centrum Usług Społecznych, które zajmowało się realizacją programów przeznaczonych dla studentów.

## Niektóre wyróżnienia
- W 1981 roku otrzymał francuski Order Palm Akademickich za wkład w wymianę naukową między Francją a Filipinami
- W 1982 roku otrzymał doktorat honoris causa od Uniwersytetu Filipin, za propagowanie nauki i nowinek technologicznych
- W 1999 roku został członkiem azjatyckiego Hall of Fame uniwersytetu Stanforda
- W 2001 roku otrzymał Narodowy Order Zasługi w stopniu oficerskim[5]
- W 2004 roku otrzymał doktorat honoris causa od Uniwersytetu De La Salle, za propagowanie nauki i edukacji